# Kasaï (provincie)
Kasaï is een provincie in het centraal-zuiden van de Democratische Republiek Congo.
Het gebied meet bijna 96.000 km² en had in december 2005 naar schatting 3,2 miljoen inwoners. De hoofdstad van het district is  Luebo.

## Geschiedenis
Kasaï was al tijdens de koloniale periode een provincie van Congo die toen 321.534 vierkante kilometer groot was. De provincie Kongo-Kasaï werd opgericht in 1918. Op 14 augustus 1962 werden de provincies Lomami, Luluabourg en Sankuru ervan afgesplitst. Op 1 januari 1966 werd het land hervormd en kwamen er elf provincies. Kasaï werd West-Kasaï en Oost-Kasaï.
In de constitutie van 2005 was voorzien dat Congo (wederom) werd opgedeeld in 26 provincies. Zo werd de voormalige provincie West-Kasaï opgedeeld in Kasaï en Centraal-Kasaï. De geplande datum was februari 2009, een datum die ruim werd overschreden. De provinciale herindeling ging uiteindelijk pas in juni 2015 in.
Ook heeft een deel van het gebied zich in 1960 afgesplitst onder de naam Zuid-Kasaï; deze staat is echter nooit erkend en de afscheiding werd in 1962 door een militaire actie van de regering en de Verenigde Naties beëindigd. In deze korte tijd zijn er zegels van dit land uitgegeven.

## Grenzen
Kasaï heeft een grens met een buurland van DR Congo:
- Angola in het zuiden.

Verder grenst Kasaï aan zes andere provincies:
- Kwango in het zuidwesten
- Kwilu in het westen
- Mai-Ndombe in het noordwesten
- Tshuapa in het noorden
- Sankuru in het noordoosten
- Centraal-Kasaï in het oosten.

* = een stadsprovincie